# Копешкин, Кирилл Вячеславович
Кирилл Вячеславович Копешкин (родился 21 июня 1987 в Пензе) — российский регбист, нападающий (столб) команды «Империя».

## Биография

### Карьера игрока
Воспитанник пензенского регби. Всю карьеру провёл за «Империю». В 2012 году был на просмотре в «ВВА-Подмосковье», но в команду не перешёл и вернулся домой.

### Карьера в сборной
В 2011 году получил вызов на учебно-тренировочный сбор и тест-матчи против английских клубов. Дебютировал в сборной в матче против «Глостера». Там же сыграл против Ньюпорт Гвент Дрэгонс.
Был в расширенной заявке на Кубок мира 2011 года, но в окончательный список не попал. В марте 2012 году сыграл первый официальный матч за сборную против Украины.
В настоящее время совмещает регби и работу учителем физкультуры (преподаёт регби детям).

## Семья
Мать: Копешкина Светлана Константиновна — экс-министр образования Пензенской области.